# Husik Santurjan
Husik Santurjan (1920 - 1 de fevereiro de 2011) foi um religioso turco, arcebispo da Igreja Apostólica Armênia. 
Husik foi ordenado sacerdote em 1956 e bispo em 1962.